# Jean Pâques
Jean Pâques (* 16. September 1901 in Lüttich als Jean-Pierre Paque; † 19. April 1974) war ein belgischer Musiker (Klavier, Komposition) im Bereich des Jazz und anderer Unterhaltungsmusik.

## Leben und Wirken
Pâques spielte ab den späten 1920er-Jahren in Berlin bei Gregoire Nakchounian and His Russian North Star Orchestra, mit dem Aufnahmen für Vox entstanden („Brotherly Love“). In den folgenden Jahren arbeitete er in London u. a. bei Sid Phillips & His Melodians sowie mit den Sängern Al Bowlly, Billy Elliott und Belle Dyson; außerdem nahm er als Solist Novelty- und Ragtime-Nummern wie „Flapperette“ auf. Ab 1959 legte er bei Plattenlabel wie Decca Records, Vega, Disques Vogue und Ariola Easy-Listening-Produktionen vor wie Nuages, Jean Paques et sa Musique Douce und die Reihe Piano Bar. Er schrieb auch Titel wie „Pianotes“, „Sérénade d'Amour“ und „Vous seule“.